# Carola Cicconetti
Carola Cicconetti (ur. 3 stycznia 1962 w Rzymie) – włoska florecistka, trzykrotna medalistka mistrzostw świata.
Podczas mistrzostw świata w Rzymie w 1982 roku Włoszki w składzie: Dorina Vaccaroni, Carola Cicconetti, Anna Rita Sparaciari, Clara Mochi i Margherita Zalaffi zdobyły złoty medal we florecie drużynowym. Na rozgrywanych rok później mistrzostwach świata w Wiedniu zdobyła kolejny drużynowy złoty medal. Ponadto w turnieju indywidualnym zajęła drugie miejsce, rozdzielając Dorinę Vaccaroni i Chinkę Luan Jujie.
Wystartowała na igrzyskach olimpijskich w Los Angeles w 1984 roku, gdzie była czternasta w turnieju indywidualnym oraz czwarta w zawodach drużynowych. Były to jej jedyne starty olimpijskie.
Zdobyła brązowy medal w florecie na mistrzostwach Europy w Mödling w 1982. Rok później, podczas mistrzostw Europy w Lizbonie w tej samej konkurencji zdobyła srebro.